# Capella de la Verge dels Desemparats (Olot)
La capella de la Verge dels Desemparats és un edifici d'Olot protegit com a bé cultural d'interès local.

## Descripció
És una capella d'una sola nau, coberta a dues aigües. Per l'interior fa uns 8,5 m de llargada per 4,5 m d'amplada. Va ser construïda pel mestre d'obres Francesc Capdevila Terme i el 10 d'agost de 1879, després de 20 mesos de treballs, es va donar per acabada l'obra. La campana va ser batejada al temple parroquial l'11 d'octubre de 1879, realitzada als tallers de fosa de Can Barberí. En van ser padrins Josep Gelabert i Vall i la seva esposa Dolors Riera i Marlet. L'any 1881 es varen acabar les obres del cambril de la Verge i l'exterior del temple i l'abril de 1892 s'acaben les decoracions dels interiors fets per Francesc Estrorch.
Abans de l'actual temple, a dos metres més enllà d'on avui es troba la capella, hi havia un petit oratori de pocs pams d'alçada que va ser destruït pels francesos. Els masovers del mas proper, el Morató, s'encarregaren d'aixecar-ne un de nou que fou destruït en la guerra dels set anys. El tercer oratori va ser de nou aixecat pagant les obres un gran devot, Salvi Honorat Pujades; va fer tallar una nova imatge feta per un tal Roca l'any 1854. Mossèn Josep Pinatella, rector d'Olot, i el propietari del terreny, Josep Gelabert, decidiren l'any 1877 d'aixecar l'actual temple amb la col·laboració dels fidels, de Berga i Boix que va fer el plànol i de tots els qui hi treballaven. Els documents parlen que el plànol va ser fet pel pintor Josep Berga i Boix, revisat per l'arquitecte municipal Cinto Casabona i el mestre d'obres va ser Francesc Capdevila i Terme.